# Bediani
Bediani (en géorgien : ბედიანი) est une ville de la région de Tsalka, en Géorgie

## Situation géographique et naturelle
Bediani se trouve dans la Karthlie, à l’extrême sud-est de Tsalka, sur la rive droite du fleuve Khrami, à une altitude de 850 m. Elle est située dans la vallée du fleuve Khrami qui s'étend dans la direction du nord-ouest au sud-est. Son climat se caractérise par un hiver froid (la température tombe parfois même à moins 20 degrés en janvier) et un été relativement chaud. Bediani et ses environs sont couverts d'une forêt de chênes, de noyers, de pins, de bouleaux, etc. On y trouve également de nombreux fruits rouges. Dans la zone haute de la forêt, on trouve aussi le pin à feuillage persistant. La faune localement est également riche. On peut y voir des cerfs, des cochons sauvages, des lièvres, des renards, des hérissons, des ours, des loups et des lynx. Bediani et ses environs possèdent un grand potentiel touristique grâce à de magnifiques paysages où le patrimoine historique est également très attractif grâce à la présence de nombreux monuments historiques. Bediani se trouve à 30 km du centre régional (Tsalka) et de la ville de Tetritskaro.

## Histoire
À partir du début du Moyen Âge, la première occupation de Bediani est monastique ; plusieurs monastères y sont construits. Le temple de Bediani reste actif jusqu'à la période communiste, mais après l’établissement de l’Union soviétique le monastère cesse de fonctionner. Bediani demeure inhabitée jusqu'en 1954, année au cours de laquelle sont établies de nouvelles habitations près de la cascade de Khramhesi (station hydro-électrique de Khrami). Les premiers habitants du village sont des travailleurs employés à la construction de la station. En 1963, le nouvel hôpital psycho-neurologique de Géorgie ouvre à Bediani ; il possède une capacité d'accueil de 800 patients. 
Des infrastructures sont ensuite créées pour accompagner le développement du village. Un dispensaire médical est ouvert pour assurer les soins des habitants du village et des campagnes environnantes, et une école pour 220 élèves est créée. La commune comporte également deux camps de pionniers : Khramhes 2 (Tchatakhi) et Pantiani. Au cours de la période soviétiques, ces camps reçoivent chaque année des centaines de visiteurs. 
À la fin des années 1980 et début 1990 la crise économique et politique du pays a d'importantes conséquences dans la vie quotidienne à Bediani. Vers la fin des années 1990, le nombre d'habitants du village diminue très fortement.

## Population
Jusqu’aux années 1990, la grande majorité de la population de Bediani était d'origine grecque. Fin septembre 1999, de nouveaux habitants s'installent au village. Il s'agit des enfants et des éducateurs du « centre des enfants de Bediani » créé auprès du couvent Saint Georges Mtatsmindeli. Ce dernier avait recommence à fonctionner quelques années plus tôt avec la bénédiction du patriarche de Géorgie Élie II à la suite de l'arrivée de religieuses venues du couvent de Peristsvaleba (Transfiguration) à Tbilissi. Les premiers enfants arrivés au village ont été accueillis par ce couvent, d'où les liens entre les religieuses et les enfants. Par la suite, les enfants déménagent dans le village même, où ils habitent dans des maisons achetées grâce à l'aide apportée par des organisations internationales. Un ou deux éducateurs habite dans chaque maison avec les enfants, ce qui permet le développement de la structure de type familial nécessaire au développement normal des enfants. La population actuelle de Bediani est d'environ 200 habitants.